# Dejarte atrás
«Dejarte atrás» es la canción debut del trío Lillyput, lanzada a las radios el 18 de agosto de 2010, la canción se puede descargar del sitio oficial de Boomerang Latinoamérica. La canción ha tenido mucha aceptación entre el público latinoamericano, pues es una nueva propuesta de Rock.
Con "Dejarte atrás", la banda hace sus conciertos en diferentes ciudades de México, la primera vez que tocaron en vivo fue en los Kids Choice Awards el 4 de septiembre de 2010.
La canción fue incluida en él EP homónimo "Lillyput" junto con las canciones "Detrás del sol", "Caminos", " Mañana" y "Piensalo bien" lanzado el 1 de abril de 2011.

## Versiones
- Dejarte atrás (versión radio)
- Dejarte atrás (versión acústica)

## Video
El video fue estrenado el 28 de enero de 2011 a través de su canal en Youtube. El clip muestra escenas en vivo, pequeños conciertos hechos en México, ensayos, sesiones de fotos y apariciones en los premios Kids choise Awards del 2010.